# Dyżurny kompanii
Dyżurny kompanii – żołnierz (szeregowy lub starszy szeregowy) wyznaczony rozkazem dziennym dowódcy kompanii do pełnienia służby dyżurnej. 

Podlega on podoficerowi dyżurnemu kompanii z którym pełni służbę oraz wykonuje jego rozkazy i polecenia.
Gdy ten jest nieobecny, pełni jego obowiązki.
Współcześnie (2023) funkcja ta nosi nazwę zastępcy dyżurnego pododdziału.